# 布萊恩·班克斯
布萊恩·班克斯（英語：Brian Banks，1985年7月24日—），男，非裔美國人，前美式足球運動員，於16歲時被誣告強姦，坐了5年的冤獄。

## 冤案
班克斯原本是個傑出的高中足球明星，於2002年獲南加州大学口頭應許獎學金，效力該校美式足球隊，但是因為同年夏天的一宗冤案令他前途斷送。班克斯當時16歲，被控將女同學瓦內塔·吉布森（Wanetta Gibson）拉入學校樓梯間，並將她強姦。縱使班克斯根本沒有犯案，可是在辯方律師的錯誤誘導下，他接受了認罪協商。原本以為不爭辯（pleading no contest）只會被判緩刑，但法庭最終判他入獄5年另加5年監守行為和終身登記在性犯罪者名冊內 。及後，吉布森和她的母親控告校方沒有提供安全在學環境，並穫得1.5百萬美元的和解費 。
數年後，吉布森於2011年3月在Facebook主動聯繫班克斯。在私家偵探的見證下，吉布森承認自己杜撰被姦經歷以誣告班克斯，這段對話被班克斯秘密地錄了下來。由於錄像未得吉布森事前同意，不能成為呈堂證供，吉布森亦拒絕向主控官招供和歸還之前所得的和解費。在非牟利組織加州無罪計劃（California Innocence Project）的協助下，地區檢察官於2012年5月24日主動向法官請求推翻原判，糾結長達10年的冤案終於得到解決。

## 外部連結
- Atlanta Falcons bio
- Las Vegas Locomotives bio （页面存档备份，存于）
- Just Sports Stats （页面存档备份，存于）
- Farrar, Doug. . Yahoo! Sports. September 20, 2012  [August 9, 2013]. （原始内容存档于2017-09-18）.